# Anni 2030
Gli anni 2030 sono il decennio che comprende gli anni dal 2030 al 2039 inclusi.

## Eventi, invenzioni e scoperte

### 2032
- XXXVI Giochi olimpici estivi a Brisbane, in Australia
- XIX campionati europei di calcio, in Italia e Turchia

### 2038
- Il bug dell'anno 2038 potrebbe avere luogo il 19 gennaio 2038 alle ore 3:14:07